# Nepomyšl
Nepomyšl (en allemand : Pomeisl) est un bourg (městys) du district de Louny, dans la région d'Ústí nad Labem, en Tchéquie. Sa population s'élevait à 406 habitants en 2021.

## Géographie
Nepomyšl se trouve à 8 km à l'ouest de Podbořany, à 39 km au sud-ouest de Louny, à 73 km au sud-ouest d'Ústí nad Labem et à 82 km au nord-ouest de Prague.
La commune est limitée par Mašťov et Krásný Dvůr au nord, par Podbořany à l'est, par Vroutek au sud, et par la zone militaire de Hradiště et Podbořanský Rohozec à l'ouest.

## Histoire
La première mention écrite de la localité date de 1361.

## Administration
La commune se compose de cinq quartiers :
- Chmelištná
- Dětaň
- Dvérce
- Nepomyšl
- Nová Ves

## Transports
Par la route, Nepomyšl se trouve à 7 km de Podbořany, à 23 km de Žatec, à 45 km de Louny, à 75 km d'Ústí nad Labem et à 89 km de Prague.